# Sio Siua Taukeiaho

a Compétitions nationales et continentales officielles uniquement.

b Matchs officiels uniquement.
Sio Siua Taukeiaho, né le 3 janvier 1992 à Auckland (Nouvelle-Zélande), est un joueur de rugby à XIII néo-zélandais d'origine tongienne évoluant au poste de deuxième ligne, troisième ligne ou de pilier. Il fait ses débuts en National Rugby League avec les Warriors de New Zealand en 2013 mais ne parvient pas à s'y imposer. En 2015, il intègre l'équipe des Roosters de Sydney où il parvient à faire de nombreuses apparitions. Il est parallèlement appelé en sélection, il en connaît une avec la Nouvelle-Zélande en 2015, mais devient titulaire avec celle des Tonga avec laquelle il dispute une demi-finale de la Coupe du monde 2017.

## Palmarès
- Collectif :
  - Vainqueur du World Club Challenge : 2019 et 2020 (Sydney Roosters).
  - Vainqueur de la National Rugby League : 2018 et 2019 (Sydney Roosters).
  - Finaliste de la Super League : 2023 (Dragons Catalans).

- Individuel
  - désigné comme meilleur joueur du match par l'hebdomadaire Rugby Leaguer&League Express lors du premier test-match contre l'Australie le 21 octobre 2018[1]

### En sélection

#### Détails en sélection
| Matchs internationaux de Sio Siua Taukeiaho | Matchs internationaux de Sio Siua Taukeiaho | Matchs internationaux de Sio Siua Taukeiaho | Matchs internationaux de Sio Siua Taukeiaho | Matchs internationaux de Sio Siua Taukeiaho | Matchs internationaux de Sio Siua Taukeiaho | Matchs internationaux de Sio Siua Taukeiaho | Matchs internationaux de Sio Siua Taukeiaho | Matchs internationaux de Sio Siua Taukeiaho | Matchs internationaux de Sio Siua Taukeiaho | Matchs internationaux de Sio Siua Taukeiaho | Matchs internationaux de Sio Siua Taukeiaho |
|                                             | Date                                        | Adversaire                                  | Résultat                                    | Compétition                                 | Poste                                       | Points                                      | Essais                                      | Pen.                                        | Drops                                       |                                             |                                             |
| ------------------------------------------- | ------------------------------------------- | ------------------------------------------- | ------------------------------------------- | ------------------------------------------- | ------------------------------------------- | ------------------------------------------- | ------------------------------------------- | ------------------------------------------- | ------------------------------------------- | ------------------------------------------- | ------------------------------------------- |
| sous les couleurs des Tonga                 |                                             |                                             |                                             |                                             |                                             |                                             |                                             |                                             |                                             |                                             |                                             |
| 1.                                          | 19 octobre 2014                             | Papouasie-Nlle-Guinée                       | 18-32                                       | Amical                                      | Remplaçant                                  | 0                                           | 0                                           | 0                                           | 0                                           |                                             |                                             |
| 2.                                          | 2 mai 2015                                  | Samoa                                       | 16-18                                       | Amical                                      | Troisième ligne                             | 0                                           | 0                                           | 0                                           | 0                                           |                                             |                                             |
| 3.                                          | 29 octobre 2017                             | Écosse                                      | 50-4                                        | Coupe du monde                              | Pilier                                      | 12                                          | 0                                           | 6                                           | 0                                           |                                             |                                             |
| 4.                                          | 4 novembre 2017                             | Samoa                                       | 32-18                                       | Coupe du monde                              | Pilier                                      | 8                                           | 0                                           | 4                                           | 0                                           |                                             |                                             |
| 5.                                          | 11 novembre 2017                            | Nouvelle-Zélande                            | 28-22                                       | Coupe du monde                              | Pilier                                      | 6                                           | 0                                           | 3                                           | 0                                           |                                             |                                             |
| 6.                                          | 25 novembre 2017                            | Angleterre                                  | 18-20                                       | Coupe du monde                              | Pilier                                      | 6                                           | 0                                           | 3                                           | 0                                           |                                             |                                             |
| 7.                                          | 23 juin 2018                                | Samoa                                       | 38-22                                       | Amical                                      | Deuxième ligne                              | 10                                          | 0                                           | 5                                           | 0                                           |                                             |                                             |
| 8.                                          | 20 octobre 2018                             | Australie                                   | 16-34                                       | Amical                                      | Pilier                                      | 2                                           | 0                                           | 1                                           | 0                                           |                                             |                                             |
| 9.                                          | 22 juin 2019                                | Nouvelle-Zélande                            | 14-34                                       | Amical                                      | Pilier                                      | 6                                           | 1                                           | 1                                           | 0                                           |                                             |                                             |
| 10.                                         | 26 octobre 2019                             | Grande-Bretagne                             | 14-6                                        | Amical                                      | Pilier                                      | 6                                           | -                                           | 3                                           | 0                                           |                                             |                                             |
| 11.                                         | 2 novembre 2019                             | Australie                                   | 16-12                                       | Amical                                      | Pilier                                      | 0                                           | 0                                           | 0                                           | 0                                           |                                             |                                             |
| 12.                                         | 25 juin 2022                                | Nouvelle-Zélande                            | 6-26                                        | Amical                                      | Pilier                                      | 0                                           | 0                                           | 0                                           | 0                                           |                                             |                                             |
| 13.                                         | 18 octobre 2022                             | Papouasie-Nlle-Guinée                       | 24-18                                       | Coupe du monde                              | Troisième ligne                             | 0                                           | 0                                           | 0                                           | 0                                           |                                             |                                             |
| 14.                                         | 24 octobre 2022                             | Pays de Galles                              | 32-6                                        | Coupe du monde                              | Troisième ligne                             | 0                                           | 0                                           | 0                                           | 0                                           |                                             |                                             |
| 15.                                         | 6 novembre 2022                             | Samoa                                       | 38-22                                       | Coupe du monde                              | Remplaçant                                  | 4                                           | 1                                           | -                                           | -                                           |                                             |                                             |
| sous les couleurs de la Nouvelle-Zélande    |                                             |                                             |                                             |                                             |                                             |                                             |                                             |                                             |                                             |                                             |                                             |
| 1.                                          | 1er novembre 2015                           | Angleterre                                  | 12-26                                       | Amical                                      | Remplaçant                                  | 0                                           | 0                                           | 0                                           | 0                                           |                                             |                                             |

### En club

#### Statistiques
| Saison | Club                 | Compétition           | Matchs | Points | Essais | Goals | Drops |
| ------ | -------------------- | --------------------- | ------ | ------ | ------ | ----- | ----- |
| 2013   | New Zealand Warriors | National Rugby League | 1      | -      | -      | -     | -     |
| 2015   | Sydney Roosters      | National Rugby League | 27     | 8      | 2      | -     | -     |
| 2016   | Sydney Roosters      | National Rugby League | 20     | 58     | 1      | 27    | -     |
| 2017   | Sydney Roosters      | National Rugby League | 17     | 10     | 1      | 3     | -     |
| 2018   | Sydney Roosters      | National Rugby League | 22     | 14     | 1      | 5     | -     |
| 2019   | Sydney Roosters      | National Rugby League | 20     | 26     | 5      | 3     | -     |
| 2020   | Sydney Roosters      | National Rugby League | 20     | 10     | 1      | 3     | -     |
| 2021   | Sydney Roosters      | National Rugby League | 21     | 44     | -      | 22    | -     |
| 2022   | Sydney Roosters      | National Rugby League | 18     | 8      | 2      | -     | -     |
| 2023   | Dragons catalans     | Super League          | 5      | 32     | 8      | -     | -     |